# Fredrik Åkerblom
Fredrik Åkerblom (i riksdagen kallad Åkerblom i Göteborg), född 13 juni 1839 i Falun, död 24 september 1901 i Göteborg, var en svensk tidningsredaktör, författare, filosofie doktor och riksdagsman.

## Biografi
Åkerblom blev student vid Uppsala universitet 1858, filosofie kandidat 1868 och filosofie doktor 1869. Han var lärare vid Göteborgs realgymnasium 1865–1869 och 1871–1873, blev redaktör för Stockholms-Posten 1870–1871, redaktör för och delägare i Göteborgs-Posten 1873–1896 samt dess ansvarige utgivare 1873–1893. Åkerblom grundade den 15 september 1896 Morgon-Posten i Göteborg och var tidningens ansvarige utgivare fram till sin död.
År 1872 sålde David Felix Bonnier aktierna i Göteborgs-Posten till Fredrik Åkerblom för 100 000 riksdaler.
Fredrik Åkerblom var ledamot av riksdagens andra kammare 1894–1896, han var ledamot av Göteborgs stadsfullmäktige 1888–1901 samt revisor för: folkskolestyrelsen 1871 och 1877–1878, för Göteborgs museum 1875–1877, för Göteborgs undervisningsfond 1878 samt för Göteborgs högskola 1892–1893.
Han blev ledamot av Lantbruksakademien 1900 och Kungliga Vetenskaps- och Vitterhetssamhället i Göteborg 1893.

## Familj
Föräldrar var kontraktsprosten Johan Frans Åkerblom och Maria Katarina, född Norström. Åkerblom gifte sig 27 september 1883 i Göteborg med Mary Henny, född Scott (1851–1916) i Göteborg, dotter till kyrkoherden i Engelska församlingen Henry Scott och Jacobina Cambell Barclay.